# بيدرو مارتينز
بيدرو مارتينز (بالبرتغالية: Pedro Martins‏) (17 يوليو 1970 بسانتا ماريا دا فييرا في البرتغال - ) هو مدرب كرة قدم ولاعب كرة قدم برتغالي في مركز الوسط. شارك مع منتخب البرتغال لكرة القدم. أما مع النوادي، فقد لعب مع ألفيركا وإستريلا دا أمادورا وسبورتينغ لشبونة وفيتوريا دي غيماريش ونادي بوافيشتا ونادي فييرينسي ونادي سانتا كلارا.

## مسيرته الكروية
لعب بيدرو مارتينز خلال مسيرته الاحترافية مع 6 أندية في سبعة عشر موسمًا وسجل خلالها 24 هدفًا ضمن 365 مباراة. ولم يفز بأي موسم بالكأس أو بالدوري.
خاض بيدرو مارتينز مسيرته مع نادي فييرينسي في موسم 1988–89 ليلعب معه ستة مواسم، مشاركًا في 173 مباراة سجل خلالها 17 هدفًا. ثم انتقل إلى نادي فيتوريا دي غيماريش في موسم 1994–95 لمدة موسم واحد، حيث شارك في 31 مباراة سجل خلالها 5 أهداف. لينتقل بعدها إلى نادي سبورتينغ لشبونة في موسم 1995–96 واستمر معه طيلة ثلاثة مواسم، مشاركًا في 77 مباراة سجل خلالها هدفين. ثم انتقل إلى نادي بوافيشتا في موسم 1998–99 ولمدة موسمين، مشاركًا في 8 مباريات ولم يسجل أي هدف. هذا وانتقل لاحقًا إلى نادي سانتا كلارا في موسم 1999–00 لمدة موسم واحد، مشاركًا في 29 مباراة ولم يسجل أي هدف أيضًا. ثم انتقل بعدها إلى نادي ألفيركا في موسم 2000–01 ليلعب معه أربعة مواسم، مشاركًا في 47 مباراة ولم يسجل أي هدف أيضًا.

## وصلات خارجية
- بيدرو مارتينز على موقع قاعدة بيانات كرة القدم.إي يو (الإنجليزية)
- بيدرو مارتينز على موقع ناشيونال فوتبول تيمز (الإنجليزية)